# يوتا كاسويا
يوتا كاسويا (粕谷雄太 كاسويا يوتا) هو مؤدي أصوات ياباني ولد في 25 ديسمبر 1985 في هيغاشي ياماتو، طوكيو.

## أدواره في الأنمي

### مسلسلات أنمي تلفزيونية
- وورلد تريغر - ميتسورو توكييدا

### أوفا أنمي
- سينت سيا فصل هادس: العالم السفلي - أندروميدا شون
- سينت سيا فصل هادس: إليسيون - أندروميدا شون

## أدواره في ألعاب الفيديو
- سينت سيا: ذا هادس - أندروميدا شون
- سينت سيا: سولجرز سول - أندروميدا شون
- غود إيتر - شون أوغاوا
- أزور سترايكر غانفولت - ميراك
- ديجيمون وورلد: نيكست أوردر - تاكتو

## وصلات خارجية
- يوتا كاسويا على موقع ميوزك برينز (الإنجليزية)